# Nusco
Nusco es uno de los 119 municipios o comunas ("comune" en italiano) de la provincia de Avellino, en la región de Campania. Con cerca de 4.420 habitantes, según el censo de 2005, se extiende por un área de 53 km², teniendo una densidad de población de 83 hab/km². Linda con los municipios de Bagnoli Irpino, Cassano Irpino, Castelfranci, Lioni, Montella, Montemarano, Sant'Angelo dei Lombardi, y Torella dei Lombardi.
Es el tercer municipio de la provincia de Avellino de mayor altitud (después de Trevico y Guardia Lombardi). Su nombre proviene de un monte del sistema de los Apeninos, entre los valles del Ofanto y del Calore (afluente del Volturno). Es definido como el "balcón de la Irpinia", pues desde el castillo se puede admirar un panorama estupendo, cuyo horizonte comprende el macizo del Vulture, la cima del Monte de Nusco, el monte Terminio, el monte Partenio, el Taburno, el Matese y los Apeninos. 

## Historia
En la segunda mitad del siglo XI, Nusco adquiere el título de "civitas". bien porque era una ciudad ducal o porque era ciudad sede de obispado. El primer obispo fue Sant'Amato di Nusco, nativo del lugar, y que hoy en día es el patrón de la ciudad; en la catedral se conservan sus huesos y la "Chartula Iudicati", de septiembre de 1093, escrita en caracteres lombardos. 
Durante el Medievo, el Castillo de Nusco fue una fortaleza segura y dio protección y amparo a Guillermo, último duque de Apulia, en el año 1122, y a Manfredo, en el 1254. Tuvo un papel histórico de primer plano entre la comunidad de la Alta Irpinia hasta la mitad del siglo XVII, cuando pierde el papel de centro del feudo; no sin motivo en el siglo XVI se le consideraba el único lugar tipográfico de la provincia y el sexto en términos absolutos de la Campania. 

## Demografía
| Gráfica de evolución demográfica de Nusco entre 1861 y 2001 |
|                                                             |
| Fuente ISTAT - elaboración gráfica de Wikipedia             |